# Tịnh tiến
Tịnh tiến hay Byungjin (tiếng Triều Tiên: 병진; McCune–Reischauer: Pyŏngjin; dịch nghĩa đen: "phát triển song song") là một thuật ngữ chính trị ở Bắc Triều Tiên. Ban đầu thuật ngữ này nhằm đề cập đến chính sách của Kim Nhật Thành trong thập niên 1960 là phát triển đồng thời quân đội và kinh tế. Dưới thời Kim Jong-un, cháu của Kim Nhật Thành, Byungjin ám chỉ đến sự phát triển đồng thời vũ khí hạt nhân và nền kinh tế trong nước.

### Trích dẫn
- Easley, Leif-Eric (2018). "North Korean Identity as a Challenge to East Asia's Regional Order". Trong Sohn, Yul; Pempel, T. J. (biên tập). Japan and Asia's Contested Order: The Interplay of Security, Economics, and Identity. Palgrave Macmillan. tr. 109–144. ISBN 9789811302565.